# Rat City Rollergirls
Les Rat City Rollergirls sont une « ligue » (club sportif) de roller derby sur piste plate domiciliée à Seattle dans l'État de Washington. Le club est composé de plusieurs équipes jouant en intra-club, une équipe all-star qui est en concurrence avec d'autres clubs de la WFTDA et une autre équipe qui joue dans des matchs d'exhibition face à d'autres clubs. Fondés en 2004, les Rat City Rollergirls ont incorporé d'autres influences culturelles et ont inspiré et guidé les autres clubs plus récents. Acteurs de premier plan, les entraîneurs et autres participants viennent d'horizons divers, ce qui est typique de la culture diversifiée de Seattle, et de la diversité culturelle dans le sport. Les Rat City Rollergirls ont été parmi les clubs les plus performants de la WFTDA, se classant deuxième au championnat national en 2006 et 2007.

## Historique
L'équipe est créée en 2004 sous le nom de Rat City Rollergirls, le nom de Rat City étant le surnom d'un quartier de la ville où l'équipe fait ses débuts. En 2007, l'équipe participe pour la première fois au championnat national de la WFTDA à Austin au Texas et se classe derrière les Kansas City Roller Warriors.
En février 2008, les Rat City accueillent le premier tournoi de roller derby du nord-ouest Rust Riot avec des équipes de l'État de Washington, de l'Oregon et de l'Idaho. Elles battent l'équipe de Portland, les Rose City Rollers, pour remporter le tournoi.
Le week-end du 14 au 16 novembre 2008, les Rat City Rollergirls et les Rose City Rollers accueillent le Knockdown (play-off) du Nord-Ouest a l'Expo Center de Portland. Classés troisièmes de la compétition nationale, les Rat City Rollergirls sont battus au premier tour par les Windy City Rollers.

## Équipes
Les équipes membres du club des Rat City Rollergirls sont :
- Le Derby Liberation Front
- Le Grave Danger
- Les Sockit Wenches
- Les Throttle Rockets
- Les Rat Lab

Les équipes du championnat interclubs :
- Le Rain of Terror
- Les Rat City Rollergirl All-Stars'

## Section junior
En 2007, une section junior a été créée, les Seattle Derby Brats. Cette section est un organisme indépendant, mais vaguement associé organisation. Ils sont la quatrième équipe à faire partie de la Junior Association Roller Derby (JRDA).
Les équipes membres des Seattle Derby Brats :
- De 8 à 11 ans : les Tootsy Rollers
- De 11 à 17 ans
  - Les Toxic AvengHers'
  - Les Mighty Rollers

Le groupe le plus jeune des filles, aussi connu sous le nom des Tootsy Rollers, sont plus ou moins divisés en deux équipes : l'Orange Crush et les Turquoise Terrors. Elles jouent une version édulcorée du roller derby avec peu de contacts.

## Rat City Rollergirls dans la culture populaire

### Film Documentaire
Le documentaire de 2007, Blood On The Flat Track : Le soulèvement des Rat City Rollergirls, a été réalisé par Lainy Bagwell et Lacey Leavitt. Il fut diffusé dans 14 festivals de cinéma du monde entier, y compris les projections à Brisbane et Sydney, en Australie, ainsi qu'à Aarhus au Danemark.

### Carte à collectionner
Au cours de la saison 2007, les Rat City Rollergirls ont été présentés sur les cartes à échanger.

### Article de fond sur MSNBC
Certains des membres des Rat City Rollergirls ont été présentés dans un article sur MSNBC.

### Jeux vidéo
En 2008, les Rat City Rollergirls étaient aussi dans un jeu vidéo développé par Frozen Codebase et la Women's Flat Track Derby Association.